# Лещенко Іван Іванович
Іван Іванович Лещенко (4 січня 1896 — 6 листопада 1960) — радянський військовий діяч, полковник, учасник Першої світової, Громадянської та Німецько-радянської воєн.

## Життєпис
Іван Лещенко народився 4 січня 1896 року в селі Штепівка Лебединського повіту Харківської губернії. Працював слюсарем на заводах, помічником машиніста на Південній залізниці. Торішнього серпня 1915 року був призваний на службу до Російської імператорської армії. Брав участь у Першій світовій війні у складі 1-го залізничного батальйону. Після розпуску старої армії було демобілізовано.
У березні 1919 року Лещенко добровольцем вступив на службу до Робітничо-селянської червоної армії. Брав участь у боях проти військ Никифора Григор'єва, Антона Денікіна, Петра Врангеля.
В 1920 закінчив Московські артилерійські курси, в 1924 — повторну школу зенітної артилерії в Ленінграді. Служив на командних посадах у різних військових частинах. У 1932 році закінчив курси удосконалення командного складу зенітної артилерії у Севастополі. З грудня 1938 служив начальником артилерійського постачання 1-го корпусу ППО. На цій посаді він зустрів початок Німецько-радянської війни.
24 червня 1941 року Лещенка було призначено командиром 329-го зенітно-артилерійського полку. На чолі цієї частини він брав участь у відображенні ворожих авіаційних нальотів на Москву під час битви за неї. З липня 1942 року очолював штаб формувань Навчального центру військової зенітної артилерії. У 1943 році закінчив курси удосконалення вищого та старшого командного складу військової зенітної артилерії, після чого командував 36-ю зенітно-артилерійською дивізією Резерву Головного Командування. Брав участь в операції із остаточного зняття блокади Ленінграда. З лютого 1944 року командував 90-м запасним зенітно-артилерійським полком. У жовтні 1944 став начальником Управління озброєння Південного фронту ППО, а в січні 1945 був переведений на таку ж посаду на Південно-Західному фронті ППО.
У серпні 1945 року у званні полковника Лещенка вийшов у відставку. Помер 6 листопада 1960 року.

## Нагороди
- Орден Червоного Прапора (3 листопада 1944 року);
- Орден Червоної Зірки (28 жовтня 1941 року);
- Медаль «За оборону Москви» та інші медалі.